# Tonypandy
Tonypandy (pron.: /tɒnəˈpændi/; 3.500 ab. circa) è una comunità del Galles sud-orientale, capoluogo del distretto di contea di Rhondda Cynon Taf, nell'ex-contea del Mid Glamorgan.
Un tempo importante centro minerario per l'estrazione del carbone, la località è storicamente nota per i cosiddetti "tumulti di Tonypandy" (1910-1911), legati a tale attività.

## Geografia fisica
Tonypandy si trova a circa 30 km a nord-ovest di Cardiff e a circa 60 km a sud di Brecon.

## Storia

### I tumulti di Tonypandy
A partire dal novembre 1911, la cittadina fu teatro di scontri tra i minatori e la polizia, in seno agli scioperi che avevano già coinvolto altre località del sud del Galles e che sono noti come "tumulti di Tonypandy" (Tonypandy riots) o anche "tumulti di Rhondda" (Rhondda riots).

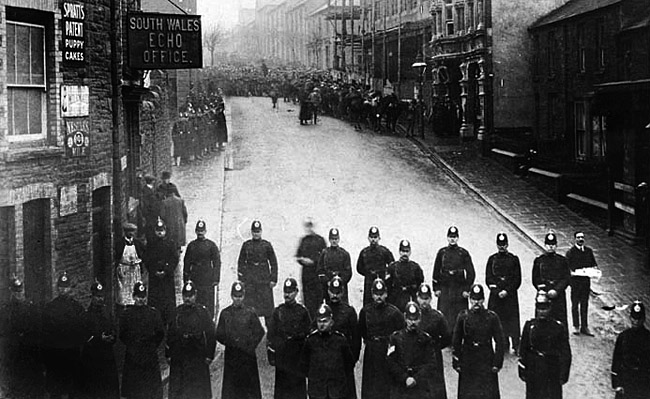
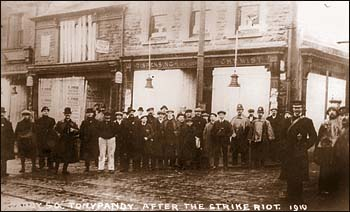

## Società

### Evoluzione demografica
Al censimento del 2001, Tonypandy contava una popolazione di 3.495 abitanti.